# Estéban Eitler
Estéban Eitler (* 25. Juni 1913 in Bozen; † Februar 1960 in São Paulo in Brasilien) war ein in Österreich geborener chilenischer Komponist, Flötist und Maler.

## Leben
Estéban Eitler wurde 1913 im damals zu Österreich (Südtirol) gehörenden Bozen geboren. Er studierte zunächst an der Musikhochschule in Bozen und von 1929 bis 1934 an der Franz-Liszt-Musikakademie in Budapest. Nach drei Jahren Dienst als Militärmusiker wurde er Soloflötist beim im Budapester Rundfunk und bei den Symphonikern in Budapest. 1936 übersiedelte er nach Argentinien und wurde Mitglied der Filarmónica Metropolitana und Sinfónica A.G.M.A. 1941 oder 1942 begann er seine kompositorische Tätigkeit. Er wurde Mitglied der „Agrupación Nueva Música“ und gründete in Buenos Aires den Verlag „Ediciones Musicales Politonia“ für Neue Musik. Nach seiner Übersiedlung nach Santiago de Chile gründete er dort 1954 die Gruppe „Tonus“. Anschließend wechselte er nach São Paulo in Brasilien, starb aber unerwartet früh im Jahre 1960.
Estéban Eitler war zweimal verheiratet. Er hinterließ vier Kinder.

## Werke (Auswahl)

### Orchesterwerke
- 1941 Bolivia
- 1943 Esbozos de la puna peruana
- 1943 Microsinfonia politonal
- 1943 Poema
- 1944 3 aires mestizos
- 1944 4 aires peruanos
- 1945 Dodecafónico « A » für symphonisches Jazzorchester
- 1950 Divertimiento

### Kammermusik
- 1941 Serie boliviana für Flöte und Streicher
- 1942–1944 3 Flötensonaten